# 2025年7月大馬士革空襲
阿拉伯標準時間2025年7月16日，以色列空軍空襲敘利亞首都大馬士革多座政府設施，包括敘利亞總參謀部大樓與敘利亞總統府人民宮附近區域，造成至少3人死亡、34人受傷。以方聲稱，此舉是針對2025年7月敘利亞南部衝突期間敘利亞政府軍進入蘇韋達平亂的「警告」，以保護當地德鲁兹族人。此前，以色列已入侵敘利亞部分地區，並宣佈在敘利亞南部設立非軍事區，禁止敘軍進入。

## 背景
自2024年12月8日敘利亞總統巴沙爾·阿薩德倒台後，以色列迅即發動空襲並進軍敘境，佔領數百平方英里土地，意圖削弱敘軍實力。同時，以色列宣佈《部隊脫離接觸協議》失效。儘管雙方在2025年6月底，透過美國斡旋展開和平談判，商討停火與關係正常化，但以色列仍持續表明有責任「保護敘利亞德魯茲人」，並警告一旦敘軍進入庫奈特拉省、德拉省及蘇韋達省三個以色列劃定的「非軍事區」，將採取軍事行動。
2025年7月13日，蘇韋達爆發德魯茲派與貝都因人武裝分子的激烈衝突，造成至少200人死亡。敘利亞過渡政府決定出兵當地平亂後，德魯茲領袖希克馬特·希吉里呼籲對政府與貝都因人發動武裝抵抗，並公開呼籲以色列「拯救蘇韋達」。以色列總理本雅明·內塔尼亞胡隨後下令空襲進入蘇韋達的敘軍與軍備，並聲稱敘政府意圖用於對付德魯茲派，但此一說法被指不實。

## 空襲
2025年7月16日下午3時左右，以色列戰機對大馬士革市中心展開密集空襲與導彈攻擊，重點轟炸倭馬亞廣場附近的敘利亞總參謀部大樓與敘利亞國防部設施，並波及總統府周邊區域。敘利亞人權觀察站指出，空襲對大馬士革核心地帶造成嚴重破壞。
以方表示，總參謀部大樓內的高層指揮官正指導蘇韋達地區行動，而攻擊總統府附近則是向政府發出「警告」，要求其自南部撤軍。敘利亞衛生部通報指出，襲擊造成至少3人死亡，另有34人受傷。

## 反應

### 區內
- 叙利亚：敘利亞政府強烈譴責以色列對其領土的轟炸行動，表示這是對敘利亞主權的嚴重挑釁，也違反了國際法與《聯合國憲章》。他們重申國家有權採取行動保衛自己，並控訴以色列蓄意製造混亂，破壞敘利亞的安全穩定[11][12]。

### 國際

#### 國際組織
- 联合国：聯合國呼籲各交戰方儘快降級衝突，並採取措施保護平民安全[13]。

- 欧洲联盟：歐盟呼籲立即落實7月15日宣佈的停火協議，表達對平民安全的深切關切，並強調必須尊重敘利亞的主權與領土完整[14]。

- 阿拉伯国家联盟：阿拉伯聯盟強烈譴責以色列的空襲行為，認為這是對敘利亞主權的嚴重侵犯，也違反國際法。阿盟呼籲立即停止此類「霸凌式攻擊」，並警告以色列正利用蘇韋達近期的動盪製造更多混亂。阿盟表示與敘利亞團結一致，並呼籲透過對話實現全國和解[15]。

- 海合会：理事會對以色列襲擊敘利亞的行為表示強烈譴責[16]。

- 世界穆斯林聯盟：世界穆斯林聯盟發聲明全力支持敘利亞政府維護國家安全、和平與穩定，並譴責任何外部試圖挑起社會分裂或干預內政的行為。該聯盟也譴責以色列對敘利亞的空襲，認為其行為已持續違反國際法與規範[17]。

#### 國家
- 阿尔及利亚：阿爾及利亞外交部強烈譴責以色列對敘利亞發動襲擊，形容行動公然侵犯敘利亞的主權、領土完整與國家團結。外交部表明對敘利亞的堅定支持，並重申敘方有依據《聯合國憲章》與國際法維護自身安全與穩定的正當權利[18]。

- 巴林：巴林表示歡迎敘利亞政府宣布在蘇韋達省停火，認為此舉將促進國內安全與穩定，幫助維護社會和平。巴林強調其一貫支持敘利亞主權與領土完整，並支持敘人民追求和平與發展的正當願望[17]。

- 中华人民共和国：就以色列近日空襲事件，中方呼籲尊重敘利亞的主權與領土完整。外交部發言人林劍指出，在中東局勢持續動盪之際，各方應避免採取可能進一步升高緊張的行動[19]。

- 日本：日本呼籲尊重敘利亞的主權和完整，維護停火，優先考慮平民生命[20]。

- 埃及：埃及譴責針對敘利亞的持續攻擊，批評這些行為是對敘利亞主權的侵犯與對國際法的明顯違背[21]。

- 法國：法國呼籲立即停止針對平民的各類暴力行為，強烈譴責一切濫殺或襲擊平民的事件，並敦促交戰方立即停火[22]。

- 伊朗：伊朗對以色列在敘利亞的軍事行動表達強烈譴責，並對蘇韋達地區衝突升級表示嚴重關注[23]。

- 伊拉克：伊拉克外交部表達對敘利亞局勢持續惡化的擔憂，譴責以色列對敘的反覆干預，認為這損害敘利亞主權並威脅整個地區穩定。伊拉克重申對任何有助於敘利亞和平的外交或區域努力給予支持，並強調捍衛敘利亞統一與領土完整的立場不變[17]。

- 以色列：以色列總理本雅明·納坦雅胡公開聲援敘境內德魯茲社群，宣佈已指示國防軍對敘利亞發動攻擊。他重申以色列維持南敘邊境非軍事化的既定立場[11]。

- 约旦：約旦對敘利亞政府宣佈停火表示肯定，呼籲各方克制、避免激化衝突，並落實法律與保護平民。約旦明確支持敘利亞的國家主權與維護安全、穩定和統一，並鼓勵透過和平方式實現全國和解與重建[24]。

- 科威特：科威特歡迎蘇韋達的停火協議，呼籲透過和平方式化解蘇韋達危機，並防止情勢惡化，採取一切必要措施防止敘利亞人民進一步流血。對於以色列持續轟炸敘境，科威特嚴正譴責，強調此舉持續違反國際法與《聯合國憲章》[17]。

- 黎巴嫩：黎巴嫩政府對以色列一連串攻擊敘利亞的行為表示強烈抗議，認為這些舉動嚴重違反國際法並損害地區穩定。總統約瑟夫·奧恩與總理納瓦夫·薩拉姆皆呼籲國際社會積極介入，迫使以方尊重敘利亞主權、停止暴力，並以外交手段解決爭端[25]。

- ：卡塔爾對蘇韋達地區的暴力升級表達深切擔憂，強調應對無辜平民傷亡追責。卡塔爾同時譴責以色列對敘利亞的空襲行動，並重申其對敘利亞主權與領土完整的堅定支持[26]。

- 俄羅斯：俄羅斯譴責以色列在敘利亞的空襲，稱這是對敘利亞主權的侵犯[27]。

- 沙烏地阿拉伯：沙地阿拉伯強烈支持敘利亞政府為實現領土完整所採取的行動，呼籲國際社會與敘利亞站在一起，並譴責以色列的空襲[28]。

- 土耳其：土耳其表示支持敘利亞為確保領土完整所採取的行動，並譴責以色列對衝突的干預[29]。

- 阿联酋：阿聯酋對敘利亞蘇韋達地區達成停火協議表示讚賞，強調化解衝突、避免平民傷亡的急迫性。阿布達比方面堅決譴責以色列對敘境的軍事打擊，並明確表態不容任何勢力破壞敘利亞的主權或國家安全[30]。

- 英国：英國敦促敘利亞各方克制，並強調保護平民生命與安全為當務之急。英國敘利亞問題特使安娜·斯諾表示英國正密切監控蘇韋達的局勢升溫，並支持以和平與外交方式解決衝突[31]。

- 美国：美國國務院表示「不支持以色列最近在敘利亞的行動」，指的是以色列對大馬士革的攻擊[32]。美國國務卿馬可·魯比奧表示，特朗普政府正與各方協調，試圖化解這場他形容為「令人震驚且令人擔憂的危機」，並將事件歸咎為「誤會」[1]。美國駐敘利亞大使托馬斯·巴拉克表示，美國正努力推動衝突降溫以恢復和平，並稱這些衝突「令人擔憂」[33]。

- 葉門：也門重申對敘利亞政府恢復全國安全穩定的全力支持，強調應確保武器僅由國家掌控並維護民間和平。也門外交部對敘利亞南部升級的緊張局勢表達深切關切，支持敘行亞政府行動以捍衛主權並確保敘洲亞人民擁有有尊嚴與穩定的未來。聲明同時拒絕任何削弱政府權威的圖謀[34]。

#### 非國家組織
- 哈馬斯：哈馬斯發表聲明，表示完全聲援敘利亞，並稱以色列的襲擊是公然違反國際法，呼籲穆斯林世界對此作出強烈回應。哈馬斯譴責其所謂「對敘利亞阿拉伯共和國的卑劣猶太復國主義侵略，導致數十名軍人、安全部隊與無辜平民殉難」的行為[17]。

- 真主党：真主黨譴責以色列的攻擊，稱其違反國際法，並表示支持敘利亞人民。真主黨呼籲阿拉伯和穆斯林國家人民團結起來，共同抵抗以色列的侵略[35]。